# Gears Pop!
Gears Pop! était un jeu vidéo de stratégie en temps réel mobile dans lequel deux joueurs s'affrontent en utilisant des personnages au style Funko Pop ! de l'univers fictif de Gears. Son gameplay est calqué sur celui de Clash Royale. Le jeu est sorti le 22 août 2019 sur les plateformes Android, iOS et Windows, environ un mois avant la prochaine entrée majeure de la série, Gears 5. Le jeu a été développé par le développeur britannique Mediatonic en collaboration avec The Coalition,.

## Système de jeu
Dans Gears Pop!, deux joueurs s'affrontent en jouant des jetons sur un terrain de jeu, ce qui a donné naissance à des personnages stylisés Funko Pop de l'univers fictif de Gears of War. Les personnages utilisent des points de couverture pour avancer sur les deux tourelles de défense et la base de l'ennemi avant que l'adversaire n'accomplisse la même chose. Outre ses mécanismes de couverture, son gameplay ressemble beaucoup à celui de Clash Royale.
Le jeu était gratuit et proposait des microtransactions. C'était l'un des rares jeux mobiles à proposer une compatibilité avec les succès Xbox.

## Développement
Le jeu est annoncé à l'E3 2018 et sort le 22 août 2019 sur les plateformes Android, iOS et Windows, environ un mois avant la prochaine sortie majeure de la série, Gears 5.
Les serveurs du jeu ferment le 26 avril 2021.

## Accueil
Gears Pop! a reçu des critiques « mitigées ou moyennes », selon l'agrégateur de critiques Metacritic.
Pocket Gamer a attribué au jeu trois étoiles sur cinq, en écrivant : « Gears POP! est un jeu de stratégie mobile décent, qui peut retenir votre attention pendant des heures grâce au jeu en ligne, mais ce n'est pas non plus le meilleur de son genre. ». De son côté, Jeuxvideo.com attribue une note de 14/20 au jeu.
Une semaine après son lancement, Gears Pop comptait plus d'un million d'utilisateurs.